# Wagneriana jelskii
Wagneriana jelskii är en spindelart som först beskrevs av Władysław Taczanowski 1873.  Wagneriana jelskii ingår i släktet Wagneriana och familjen hjulspindlar. Inga underarter finns listade i Catalogue of Life.